# 霍普·戴维斯
霍普·戴维斯（英語：Hope Davis，1964年3月23日—），美国女演员，曾获得纽约影评人协会奖最佳女主角。